# Törpehengereskígyó-félék
A törpehengereskígyó-félék (Anomochilidae) a hüllők (Reptilia) osztályába, a  pikkelyes hüllők (Squamata) rendjébe és a kígyók (Serpentes) alrendjébe tartozó család.

1 nem és 2 faj tartozik a családba.

## Rendszerezés
A családba az alábbi nem és fajok tartoznak
- Anomochilus (Berg, 1901) – 2 faj
  - Leonard-hengereskígyó (Anomochilus leonardi)
  - Anomochilus weberi

## Külső hivatkozások
- Képek az interneten az Anomochilusról